# Hasta que salga el sol
«Hasta que salga el sol» es una canción del cantante puertorriqueño Ozuna. Se lanzó el 7 de noviembre de 2019 como el cuarto sencillo de su tercer álbum de estudio Nibiru. Alcanzó la posición sesenta y cuatro en la lista Billboard de Argentina, mientras que en PROMUSICAE de España se ubicó en la posición veinte.

## Antecedentes y lanzamiento
Para la promoción del álbum, Ozuna comenzó a divulgar "Planeta Hasta que salga el sol", una serie de canciones conformado por cinco capítulos en total, en cada una de las pistas ha llevando una historia de cómo y qué es el álbum. El tema se estrenó antes que «Fantasía» el 7 de noviembre de 2019, sin embargo, el tema corresponde a la segunda parte de esta miniserie. 
«Hasta que salga el sol» fue escrita por el cantante junto a José Aponté, mientras que su producción fue llevada por este último (Hi Music Hi Flow) y por Mally Mall. El tema presenta música alternativa, reguetón y pop tropical.

## Vídeo musical
El video musical de «Hasta que salga el sol» se estrenó el 7 de noviembre de 2019. El material audiovisual formó parte de una serie de vídeos que Ozuna sube a sus plataformas en YouTube, siendo el capítulo dos de cinco en total. Pese a ser el capítulo dos de la miniserie se estrenó antes del vídeos de «Fantasía»  que corresponde al primer episodio de esta trama. El vídeo fue dirigido por Colin Tiley, y fimaldo en México. En él se ve al intérprete como un terrícola en el espacio. A marzo de 2020 cuenta con 75 millones de reproducciones.

## Posicionamiento en listas
| Listas (2019)                 | Mejor posición |
| ----------------------------- | -------------- |
| Argentina (Argentina Hot 100) | 64             |
| España (PROMUSICAE)           | 20             |

## Historial de lanzamiento
| País   | Fecha                  | Formato                     | Discográfica            | Ref   |
| ------ | ---------------------- | --------------------------- | ----------------------- | ----- |
| Varios | 7 de noviembre de 2019 | Descarga digital, Streaming | Aura Music y Sony Latin | [ 1 ] |